# Gymnasium Münchenstein
Das Gymnasium Münchenstein ist eine öffentliche Maturitätsschule in der schweizerischen Gemeinde Münchenstein bei Basel mit allen Maturitätsprofilen sowie den eidgenössisch anerkannten bilingualen Klassenzügen in französischer und englischer Sprache.
Die Schule zählt insgesamt etwa 700 Lernende und befindet sich mit der ihr zugehörigen Villa Ehinger in einem englischen Landschaftsgarten nahe der Brüglinger Ebene, nahezu unmittelbar an der Grenze zur Stadt Basel.

## Geschichte
Das Gymnasium ist die zweitälteste Mittelschule des Kantons Basel-Landschaft und geht auf das Jahr 1964 zurück. Der heutige Hauptbau der Schule, der von Wilfrid und Katharina Steib entworfen wurde, datiert hingegen aus dem Jahr 1972 und bildet zusammen mit der Villa Ehinger das Schulensemble. Letztere wurde hierbei von Melchior Berri als Sommersitz der Familie Sarasin unter Ludwig August Sarasin konzipiert, der allerdings noch vor der Vollendung des Baus im Jahr 1830 verstarb, wodurch die Villa durch die Heirat der beiden Sarasin-Töchter an die Familie Ehinger überging.
Der Bau zählt zu den wichtigsten Bauten der Neorenaissance in der Schweiz und ist ein inventaristisches Kulturdenkmal. Der Baustil des Gebäudes mit seiner Loggia als Eingang wird von neuinterpretierten Motiven der italienischen Renaissance bestimmt. Im Jahr 1959 gelangte das Anwesen mitsamt der Parkanlage an die Gemeinde und im Jahr 1962 wiederum an den Kanton und legte somit den Grundstein für den Bau der Maturitätsschule.
Nationale Bekanntheit erlangte das Gymnasium während der 1970er Jahre mit der sogenannten «Münchensteiner Initiative», als der Schul- und Lehrkörper (unter der Ägide des damaligen Rektors Hans Hafen und ehemaligen Schülers Daniel Vischer) gemeinsam ein nationales Volksbegehren für die Einführung eines Zivildienstes neben dem obligatorischen Militärdienst lancierte. Obwohl sich der Bundesrat im Vorfeld der Abstimmung positiv zur Initiative ausgesprochen hatte, lehnte die Schweizer Stimmbevölkerung das Begehren im Jahr 1977 schliesslich mit 60 Prozent ab.

## Besonderheiten

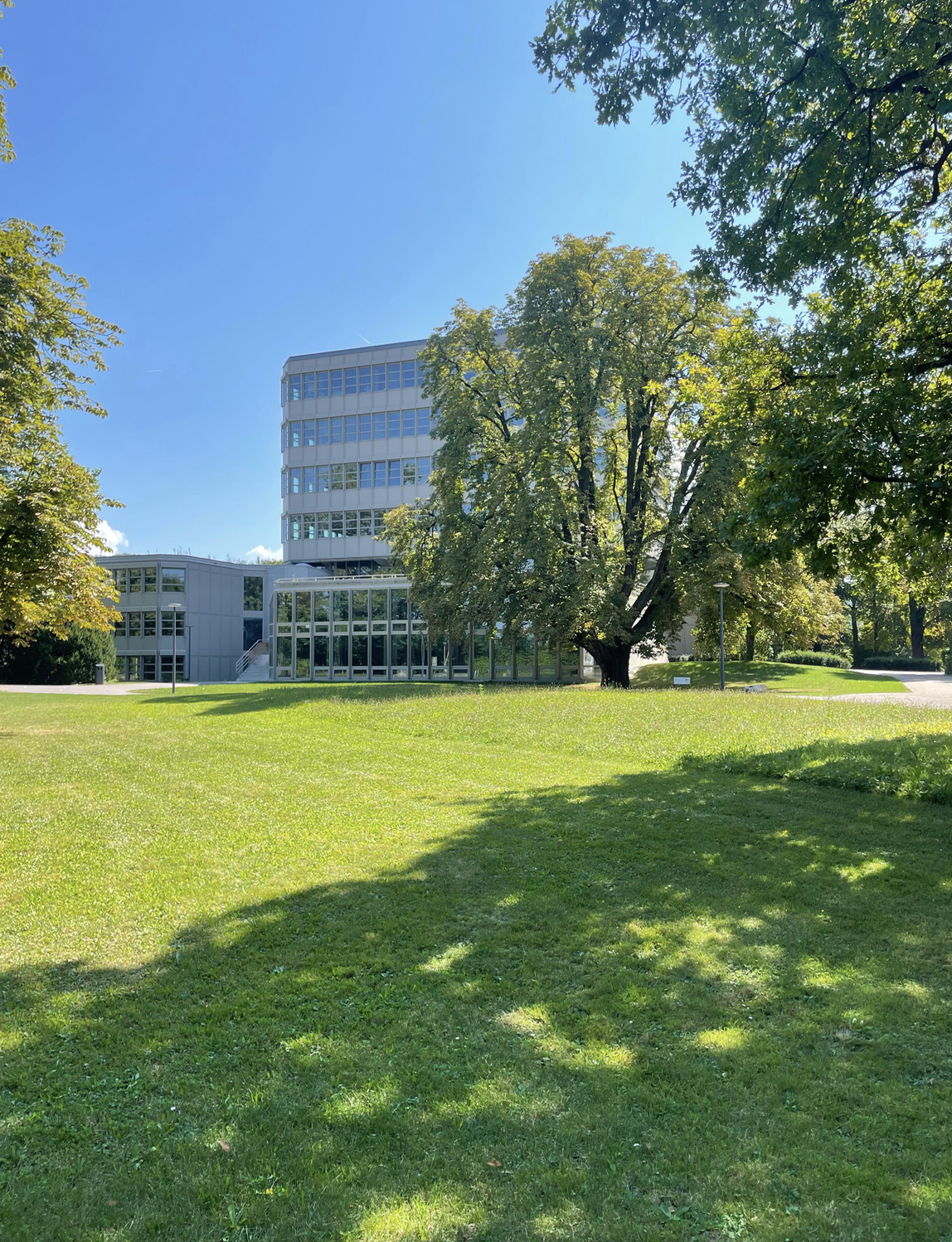
Der Neubau des Basler Architektenpaars Wilfrid und Katharina Steib aus dem Jahr 1972

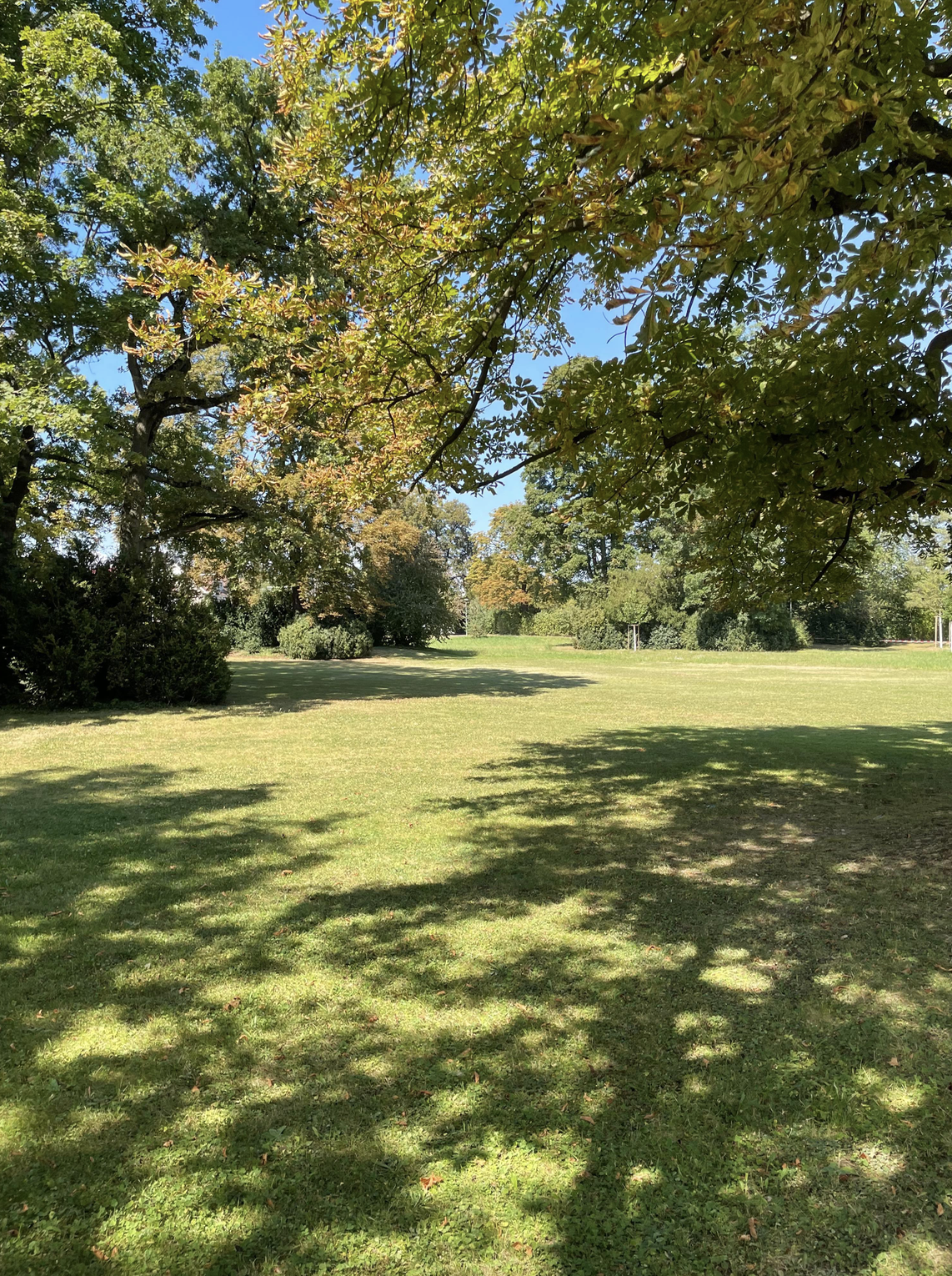
Der englische Landschaftsgarten des Gymnasiums

Von besonderer Bedeutung für das Gymnasium sind vor allem die bilingualen Klassenzüge in französischer und englischer Sprache, die den Abschluss einer eidgenössisch anerkannten bilingualen Maturität erlauben. Der immersive Sprachunterricht in französischer Sprache eröffnet den Schülerinnen und Schülern zudem auch die Möglichkeit, ein Austauschsemester an einem Gymnasium in der französischsprachigen Schweiz zu absolvieren.
Das Gymnasium Münchenstein setzt in den angebotenen Schwerpunktfächern jeweils einen sogenannten «Poolunterricht» ein, der im zweiten und dritten Schuljahr stattfindet und eine Akzentuierung und Vertiefung in einem spezifischen Fachbereich der Materie erlaubt. Die vier Bereiche lauten:
- Schwerpunktfächer Bildnerisches Gestalten und Musik: «Film»
- Schwerpunktfächer Naturwissenschaften: «Forschen und Tüfteln»
- Schwerpunktfächer Sprachen: «Medien»
- Schwerpunktfach Wirtschaft und Recht: «Unternehmungsgründung»

## Alumni
- Daniel Vischer (1950–2017), Alt Nationalrat im Kanton Zürich
- Gregor Eichele (* 1952), Professor für Chemie an der Universität Göttingen
- Anita Fetz (* 1957), Alt Ständerätin im Kanton Basel-Stadt
- Georg Holländer (* 1957), Professor für Biomedizin an den Universitäten Oxford und Basel
- Christian Windler (* 1960), Professor für Neuere Geschichte an der Universität Bern
- Beatrice Weder di Mauro (* 1965), Professorin für Ökonomie am Graduate Institute der Universität Genf und ehemalige Ökonomin am Internationalen Währungsfonds
- Corinne Widmer Lüchinger (* 1974), Professorin für Privatrecht an der Universität Basel
- Roland Fankhauser (* 1967), Professor für Zivil- und Zivilprozessrecht an der Universität Basel
- Christiana Fountoulakis (* 1977), Professorin für Privat- und Zivilrecht an der Universität Fribourg
- André Brändli (* 1962), Professor für Molekulare Pathophysiologie am Klinikum der Ludwig-Maximilians-Universität München
- Daniele Zullino (* 1962), Professor für Psychiatrie an der Universität Genf
- Aymo Brunetti (* 1963), Professor für Volkswirtschaftslehre an der Universität Bern